# Liste der Baudenkmale in Oldenburg (Oldb) – Steubenstraße
In der Liste der Baudenkmale in Oldenburg (Oldb) – Steubenstraße stehen alle Baudenkmale der Steubenstraße in Oldenburg (Oldb). Der Stand der Liste ist das Jahr 2022.

## Allgemein
In den Spalten befinden sich folgende Informationen:
- Lage: die Adresse des Baudenkmales und die geographischen Koordinaten. Kartenansicht, um Koordinaten zu setzen. In der Kartenansicht sind Baudenkmale ohne Koordinaten mit einem roten Marker dargestellt und können in der Karte gesetzt werden. Baudenkmale ohne Bild sind mit einem blauen Marker gekennzeichnet, Baudenkmale mit Bild mit einem grünen Marker.
- Bezeichnung: Bezeichnung des Baudenkmales
- Beschreibung: die Beschreibung des Baudenkmales. Unter § 3 Abs. 2 NDSchG werden Einzeldenkmale und unter § 3 Abs. 3 NDSchG Gruppen baulicher Anlagen und deren Bestandteile ausgewiesen.
- ID: die Objekt-ID des Baudenkmales
- Bild: ein Bild des Baudenkmales, ggf. zusätzlich mit einem Link zu weiteren Fotos des Baudenkmals im Medienarchiv Wikimedia Commons. Wenn man auf das Kamerasymbol klickt, können Fotos zu Baudenkmalen aus dieser Liste hochgeladen werden:

Zurück zur Hauptliste
| Lage                                       | Bezeichnung | Beschreibung | ID       | Bild |
| ------------------------------------------ | ----------- | --- | -------- | ---- |
| Steubenstraße 1a 53° 8′ 56″ N, 8° 13′ 5″ O | Wohnhaus    | Giebelständiger eingeschossiger Putzbau von vier Achsen über Kellersockel unter Mansarddach. Rechts polygonaler eingeschossiger Standerker. Eingang auf der rechten Seite. Sparsame Putzgliederung: Putzfeld um die beiden linken Fenster im Erdgeschoss, horizontales Band. Vorgarten und Holzzaun mit verputzten Pfosten. Erbaut 1913, Architekt: August Oetken.                                                             | 37468561 | BW   |
| Steubenstraße 3 53° 8′ 57″ N, 8° 13′ 5″ O  | Wohnhaus    | Eingeschossiger giebelständiger Putzbau von vier Achsen über Kellersockel unter Mansarddach. Eingang auf der rechten Seite. Sparsame Putzgliederung: Fensterrahmungen, Putzfeld im Giebel. Vorgarten. Erbaut 1912–1913, Architekt: August Oetken. | 37468583 | BW   |
| Steubenstraße 5 53° 8′ 57″ N, 8° 13′ 5″ O  | Wohnhaus    | Giebelständiger eingeschossiger Putzbau von vier Achsen über Kellersockel unter Mansarddach. Links halbrunder eingeschossiger Standerker. Eingang auf der linken Seite. Vorgarten. Erbaut 1912–1913, Architekt: August Oetken. | 37468605 | BW   |
| Steubenstraße 7 53° 8′ 58″ N, 8° 13′ 5″ O  | Wohnhaus    | Giebelständiger eingeschossiger Putzbau von vier Achsen über Kellersockel unter Mansarddach. Eingang auf der linken Seite. Vorgarten. Erbaut 1912–1913, Architekt: August Oetken. | 37468627 | BW   |
| Steubenstraße 9 53° 8′ 58″ N, 8° 13′ 5″ O  | Wohnhaus    | Giebelständiger eingeschossiger Putzbau von vier Achsen über Kellersockel unter Mansarddach. Rechts eingeschossiger polygonaler Standerker. Eingang auf der rechten Seite. Vorgarten und eiserne Einfriedung. Erbaut 1912–1913, Architekt: August Oetken. | 37468649 | BW   |
| Steubenstraße 11 53° 8′ 58″ N, 8° 13′ 5″ O | Wohnhaus    | Giebelständiger eingeschossiger Putzbau über Kellersockel unter Mansarddach. Zwei Achsen links und polygonaler eingeschossiger Standerker rechts, im Giebel drei Fenster, das mittlere breiter. Eingang auf der rechten Seite. Sparsame Putzgliederung: horizontale Bänder, Fensterrahmungen. Vorgarten und eiserne Einfriedung. Erbaut 1912–1913, Architekt: August Oetken.                                                   | 37468671 | BW   |
| Steubenstraße 13 53° 8′ 59″ N, 8° 13′ 5″ O | Wohnhaus    | Eingeschossiger traufständiger Putzbau von drei Achsen unter Schopfwalmdach. Schleppgaupe. Rechts wohl nachträglich um eine Achse unter Flachdach erweitert. Rückwärtig jüngere Anbauten. Vorgarten und eiserne Einfriedung. Erbaut 1850, Architekt: Diedrich Meyer. | 37468693 | BW   |
| Steubenstraße 19 53° 9′ 0″ N, 8° 13′ 6″ O  | Wohnhaus    | Giebelständiger eineinhalbgeschossiger Putzbau von vier Achsen mit Drempel unter Satteldach (Typus „Oldenburger Hundehütte“). auf der rechten Seite zurückgesetzter Vorbau mit Eingang. Putzgliederung: horizontale Fugen, geschossteilendes Gesims, Fensterrahmungen, im Giebel Brüstungsfelder und mittig Ädikulen. Vorgarten und eiserne Einfriedung. Erbaut 1901–1902 durch Maurermeister Johann Oetken.                   | 37468766 | BW   |
| Steubenstraße 21 53° 9′ 1″ N, 8° 13′ 6″ O  | Wohnhaus    | Giebelständiger eineinhalbgeschossiger Putzbau von vier Achsen mit Drempel unter Satteldach (Typus „Oldenburger Hundehütte“). Auf der rechten Seite zurückgesetzter Vorbau mit Eingang. Putzgliederung: geschossteilendes Gesims, horizontale Fugen, Fensterrahmungen, im Giebel Brüstungsfelder und mittig Ädikulen. Vorgarten und eiserne Einfriedung. Erbaut 1900–1901 durch Maurermeister Johann Oetken.                   | 37468788 | BW   |
| Steubenstraße 23 53° 9′ 1″ N, 8° 13′ 6″ O  | Wohnhaus    | Giebelständiger eineinhalbgeschossiger Putzbau von vier Achsen über Kellersockel mit Drempel unter Satteldach (Typus „Oldenburger Hundehütte“). Eingang auf der linken Seite. Putzgliederung: geschossteilende Gesimse, horizontale Fugen, Fensterrahmungen, im Giebel mittig Brüstungsreliefs und Ädikula. Vorgarten und eiserne Einfriedung. Erbaut 1902, Architekt: Joh. Wempe.                                             | 37468810 | BW   |
| Steubenstraße 24 53° 9′ 1″ N, 8° 13′ 7″ O  | Wohnhaus    | Doppelhaus, traufständiger eineinhalbgeschossiger Backsteinbau von sechs Achsen mit Drempel unter Satteldach. Zweiachsiger zweigeschossiger Mittelrisalit mit Eingängen und Giebel. Fenster des Drempelgeschosses heute blind. Putzgliederung: geschossteilendes Gesims, Fensterrahmungen, Kantenquaderung, im Giebel Brüstungsfelder und mittig Putzfeld mit Jahreszahl „1894“. Erbaut 1894 durch Zimmermeister Johann Meier. | 37468856 | BW   |
| Steubenstraße 24 53° 9′ 1″ N, 8° 13′ 7″ O  | Vorgarten   | Vorgarten. Einfriedung aus Eisen mit Backsteinpfosten auf verputzter Mauer. | 37467026 | BW   |
| Steubenstraße 38 53° 9′ 4″ N, 8° 13′ 8″ O  | Wohnhaus    | Doppelhaus, traufständiger eineinhalbgeschossiger Putzbau mit Drempel unter Satteldach. Eingänge mittig, darüber Zwerchhaus. Putzgliederung: geschossteilendes Gesims, Fensterrahmungen. Vorgarten. Erbaut 1878, Architekt G. Pophanken. | 37424760 | BW   |